# Hugo Elmqvist
Carl Hugo Magnus Elmqvist, né à Karlshamn le 13 octobre 1862 et mort à Stockholm le 24 février 1930, est un sculpteur suédois.

## Biographie
Il étudie à la Kungliga Konsthögskolan de Stockholm de 1882 à 1892.
Membre du Salon des artistes français, il y obtient une mention honorable en 1895. 
Il est l'inventeur d'une méthode de coulage qui porte son nom.